# Grand Prix Formule 1 van Turkije 2021
De Grand Prix Formule 1 van Turkije 2021 werd verreden op 10 oktober op het circuit Intercity Istanbul Park nabij Istanboel. Het was de zestiende race van het seizoen.

## Vrije trainingen

### Uitslagen
- Enkel de top vijf wordt weergegeven.

| Vrije training 1 | Pos. | Nr. | Coureur          | Constructeur     | Tijd     |
| ---------------- | ---- | --- | ---------------- | ---------------- | -------- |
| Vrije training 1 | 1    | 44  | Lewis Hamilton   | Mercedes         | 1:24.178 |
| Vrije training 1 | 2    | 33  | Max Verstappen   | Red Bull-Honda   | 1:24.603 |
| Vrije training 1 | 3    | 16  | Charles Leclerc  | Ferrari          | 1:24.654 |
| Vrije training 1 | 4    | 77  | Valtteri Bottas  | Mercedes         | 1:24.842 |
| Vrije training 1 | 5    | 55  | Carlos Sainz jr. | Ferrari          | 1:24.860 |
| Vrije training 2 | Pos. | Nr. | Coureur          | Constructeur     | Tijd     |
| Vrije training 2 | 1    | 44  | Lewis Hamilton   | Mercedes         | 1:23.804 |
| Vrije training 2 | 2    | 16  | Charles Leclerc  | Ferrari          | 1:23.970 |
| Vrije training 2 | 3    | 77  | Valtteri Bottas  | Mercedes         | 1:24.214 |
| Vrije training 2 | 4    | 11  | Sergio Pérez     | Red Bull-Honda   | 1:24.373 |
| Vrije training 2 | 5    | 33  | Max Verstappen   | Red Bull-Honda   | 1:24.439 |
| Vrije training 3 | Pos. | Nr. | Coureur          | Constructeur     | Tijd     |
| Vrije training 3 | 1    | 10  | Pierre Gasly     | AlphaTauri-Honda | 1:30.447 |
| Vrije training 3 | 2    | 33  | Max Verstappen   | Red Bull-Honda   | 1:30.611 |
| Vrije training 3 | 3    | 11  | Sergio Pérez     | Red Bull-Honda   | 1:30.684 |
| Vrije training 3 | 4    | 55  | Carlos Sainz jr. | Ferrari          | 1:31.262 |
| Vrije training 3 | 5    | 16  | Charles Leclerc  | Ferrari          | 1:31.543 |

## Kwalificatie
Valtteri Bottas behaalde de achttiende pole position in zijn carrière.
| Pos.                   | Nr. | Coureur            | Constructeur          | Kwalificatietijden | Kwalificatietijden | Kwalificatietijden | Grid  |
| Pos.                   | Nr. | Coureur            | Constructeur          | Q1                 | Q2                 | Q3                 | Grid  |
| ---------------------- | --- | ------------------ | --------------------- | ------------------ | ------------------ | ------------------ | ----- |
| 1                      | 44  | Lewis Hamilton     | Mercedes              | 1:24.585           | 1:23.082           | 1:22.868           | 11 *1 |
| 2                      | 77  | Valtteri Bottas    | Mercedes              | 1:25.047           | 1:23.579           | 1:22.988           | 1     |
| 3                      | 33  | Max Verstappen     | Red Bull-Honda        | 1:24.592           | 1:23.732           | 1:23.196           | 2     |
| 4                      | 16  | Charles Leclerc    | Ferrari               | 1:24.869           | 1:24.015           | 1:23.265           | 3     |
| 5                      | 10  | Pierre Gasly       | AlphaTauri-Honda      | 1:24.704           | 1:23.817           | 1:23.326           | 4     |
| 6                      | 14  | Fernando Alonso    | Alpine-Renault        | 1:25.174           | 1:23.914           | 1:23.477           | 5     |
| 7                      | 11  | Sergio Pérez       | Red Bull-Honda        | 1:24.963           | 1:23.961           | 1:23.706           | 6     |
| 8                      | 4   | Lando Norris       | McLaren-Mercedes      | 1:25.138           | 1:24.642           | 1:23.954           | 7     |
| 9                      | 18  | Lance Stroll       | Aston Martin-Mercedes | 1:25.511           | 1:24.601           | 1:24.305           | 8     |
| 10                     | 22  | Yuki Tsunoda       | AlphaTauri-Honda      | 1:25.409           | 1:24.054           | 1:24.368           | 9     |
| 11                     | 5   | Sebastian Vettel   | Aston Martin-Mercedes | 1:25.787           | 1:24.795           |                    | 10    |
| 12                     | 31  | Esteban Ocon       | Alpine-Renault        | 1:25.422           | 1:24.842           |                    | 12    |
| 13                     | 63  | George Russell     | Williams-Mercedes     | 1:25.417           | 1:25.007           |                    | 13    |
| 14                     | 47  | Mick Schumacher    | Haas-Ferrari          | 1:25.555           | 1:25.200           |                    | 14    |
| 15                     | 55  | Carlos Sainz jr.   | Ferrari               | 1:25.177           | Geen tijd          |                    | 19 *2 |
| 16                     | 3   | Daniel Ricciardo   | McLaren-Mercedes      | 1:25.881           |                    |                    | 20 *3 |
| 17                     | 6   | Nicholas Latifi    | Williams-Mercedes     | 1:25.881           |                    |                    | 15    |
| 18                     | 99  | Antonio Giovinazzi | Alfa Romeo-Ferrari    | 1:26.430           |                    |                    | 16    |
| 19                     | 7   | Kimi Räikkönen     | Alfa Romeo-Ferrari    | 1:27.525           |                    |                    | 17    |
| 20                     | 9   | Nikita Mazepin     | Haas-Ferrari          | 1:28.449           |                    |                    | 18    |
| Q1 107% tijd: 1:30.505 |     |                    |                       |                    |                    |                    |       |

*1 Lewis Hamilton kreeg een gridstraf van tien plaatsen voor het vervangen van de verbrandingsmotor.

*2 Carlos Sainz jr. kreeg een gridstraf vanwege een motorwissel en start vanaf P19.

*3 Daniel Ricciardo kreeg een gridstraf vanwege een motorwissel en start vanaf P20.

## Wedstrijd
Valtteri Bottas behaalde de tiende Grand Prix-overwinning in zijn carrière.
| Pos.               | Nr. | Coureur            | Constructeur          | Rondes | Tijd / Oorzaak uitval | Grid | Punten |
| ------------------ | --- | ------------------ | --------------------- | ------ | --------------------- | ---- | ------ |
| 1                  | 77  | Valtteri Bottas    | Mercedes              | 58     | 1:31:04.103           | 1    | 26S    |
| 2                  | 33  | Max Verstappen     | Red Bull-Honda        | 58     | +14.584               | 2    | 18     |
| 3                  | 11  | Sergio Pérez       | Red Bull-Honda        | 58     | +33.471               | 6    | 15     |
| 4                  | 16  | Charles Leclerc    | Ferrari               | 58     | +37.814               | 3    | 12     |
| 5                  | 44  | Lewis Hamilton     | Mercedes              | 58     | +41.812               | 11   | 10     |
| 6                  | 10  | Pierre Gasly       | AlphaTauri-Honda      | 58     | +44.292               | 4    | 8      |
| 7                  | 4   | Lando Norris       | McLaren-Mercedes      | 58     | +47.213               | 7    | 6      |
| 8                  | 55  | Carlos Sainz jr.   | Ferrari               | 58     | +51.526               | 19   | 4      |
| 9                  | 18  | Lance Stroll       | Aston Martin-Mercedes | 58     | +1:22.018             | 8    | 2      |
| 10                 | 31  | Esteban Ocon       | Alpine-Renault        | 57     | +1 ronde              | 12   | 1      |
| 11                 | 99  | Antonio Giovinazzi | Alfa Romeo-Ferrari    | 57     | +1 ronde              | 16   |        |
| 12                 | 7   | Kimi Räikkönen     | Alfa Romeo-Ferrari    | 57     | +1 ronde              | 17   |        |
| 13                 | 3   | Daniel Ricciardo   | McLaren-Mercedes      | 57     | +1 ronde              | 20   |        |
| 14                 | 22  | Yuki Tsunoda       | AlphaTauri-Honda      | 57     | +1 ronde              | 9    |        |
| 15                 | 63  | George Russell     | Williams-Mercedes     | 57     | +1 ronde              | 13   |        |
| 16                 | 14  | Fernando Alonso    | Alpine-Renault        | 57     | +1 ronde              | 5    |        |
| 17                 | 6   | Nicholas Latifi    | Williams-Mercedes     | 57     | +1 ronde              | 15   |        |
| 18                 | 5   | Sebastian Vettel   | Aston Martin-Mercedes | 57     | +1 ronde              | 10   |        |
| 19                 | 47  | Mick Schumacher    | Haas-Ferrari          | 56     | +2 rondes             | 14   |        |
| 20                 | 9   | Nikita Mazepin     | Haas-Ferrari          | 56     | +2 rondes             | 18   |        |
| Bron: formula1.com |     |                    |                       |        |                       |      |        |

S Valtteri Bottas behaalde een extra punt voor het rijden van de snelste ronde.

## Tussenstanden wereldkampioenschap
Betreft tussenstanden voor het wereldkampioenschap na afloop van de race.

### Coureurs
| Pos. | Nr. | Coureur          | Constructeur     | Punten |
| ---- | --- | ---------------- | ---------------- | ------ |
| 1    | 33  | Max Verstappen   | Red Bull-Honda   | 262½   |
| 2    | 44  | Lewis Hamilton   | Mercedes         | 256½   |
| 3    | 77  | Valtteri Bottas  | Mercedes         | 177    |
| 4    | 4   | Lando Norris     | McLaren-Mercedes | 145    |
| 5    | 11  | Sergio Pérez     | Red Bull-Honda   | 135    |
| 6    | 55  | Carlos Sainz jr. | Ferrari          | 116½   |
| 7    | 16  | Charles Leclerc  | Ferrari          | 116    |
| 8    | 3   | Daniel Ricciardo | McLaren-Mercedes | 95     |
| 9    | 10  | Pierre Gasly     | AlphaTauri-Honda | 74     |
| 10   | 14  | Fernando Alonso  | Alpine-Renault   | 58     |

### Constructeurs
| Pos. | Constructeur          | Punten |
| ---- | --------------------- | ------ |
| 1    | Mercedes              | 433½   |
| 2    | Red Bull-Honda        | 397½   |
| 3    | McLaren-Mercedes      | 240    |
| 4    | Ferrari               | 232½   |
| 5    | Alpine-Renault        | 104    |
| 6    | AlphaTauri-Honda      | 92     |
| 7    | Aston Martin-Mercedes | 61     |
| 8    | Williams-Mercedes     | 23     |
| 9    | Alfa Romeo-Ferrari    | 7      |
| 10   | Haas-Ferrari          | 0      |